# Orectolobidae
Orectolobidae là một họ cá mập thảm gồm có 12 loài trong 3 chi. Các loài trong học phân bố ở các ở vùng biển ôn đới và nhiệt đới nông của phương Tây Thái Bình Dương và đông Ấn Độ Dương, chủ yếu xung quanh Úc và Indonesia, mặc dù một loài (các cá mập thảm Nhật Bản, Orectolobus japonicus) phân bố xa về phía bắc Nhật Bản. Từ wobbegong được cho là đến từ một ngôn ngữ của thổ dân Úc, có nghĩa là "râu rậm", đề cập đến râu xung quanh miệng của con cá mập của Tây Thái Bình Dương..

## Chi và loài
Có 12 loài còn sống trong 3 chi:

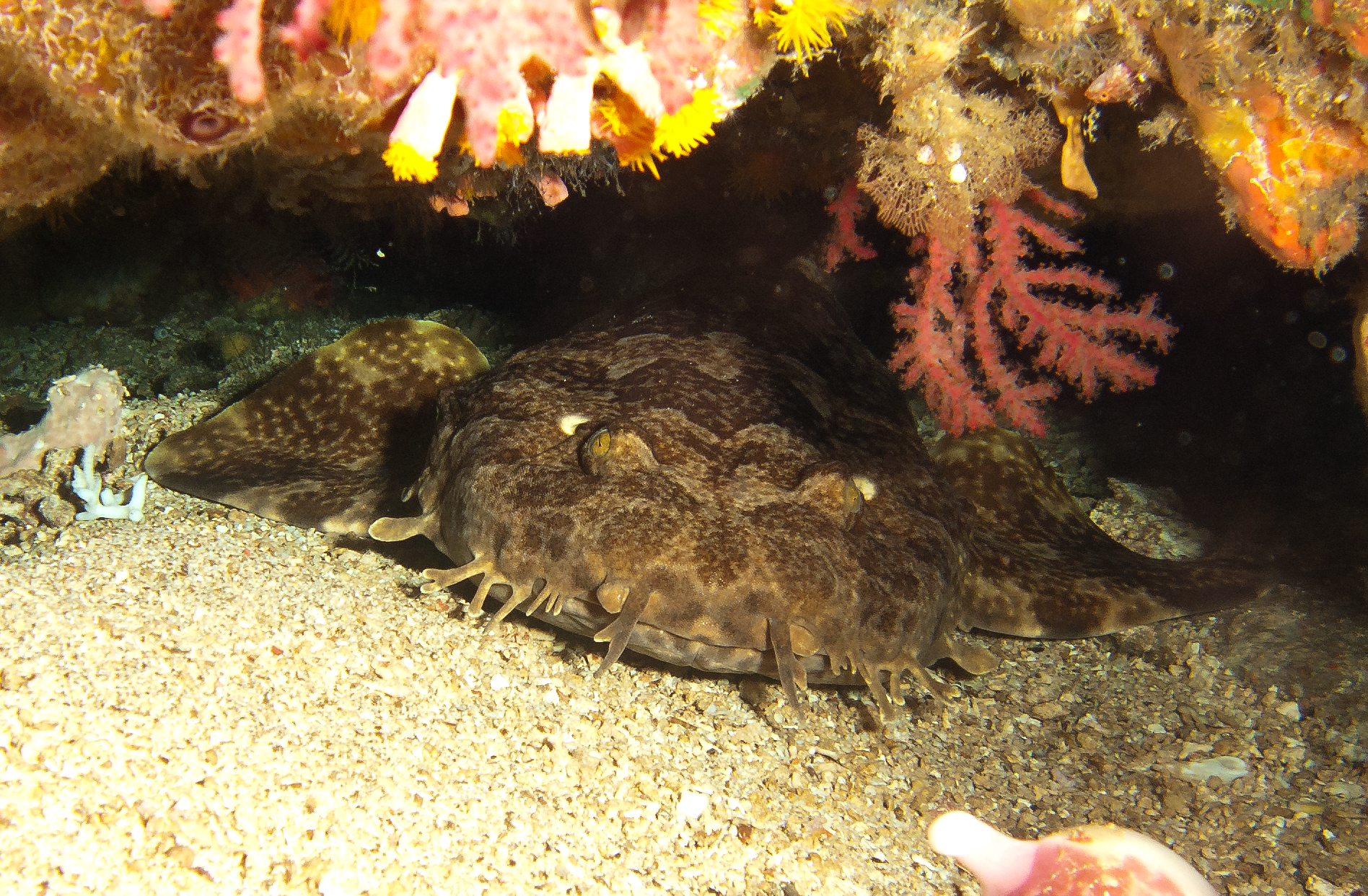
Orectolobus leptolineatus

- - Orectolobus hutchinsi Last, Chidlow & Compagno, 2006.[2]
  - Orectolobus japonicus Regan, 1906
  - Orectolobus leptolineatus Last, Pogonoski & W. T. White, 2010
  - Orectolobus maculatus (Bonnaterre, 1788)
  - Orectolobus ornatus (De Vis, 1883)
  - Orectolobus parvimaculatus Last & Chidlow, 2008
  - Orectolobus reticulatus Last, Pogonoski & W. T. White, 2008
  - Orectolobus wardi Whitley, 1939
- Genus Sutorectus Whitley, 1939
  - Sutorectus tentaculatus (W. K. H. Peters, 1864)

Chi hóa thạch:
- Eometlaouia Noubhani & Cappetta, 2002